# Хуайкхакхенг
Резерват дикої природи Хуайкхакхенґ (тай. เขตรักษาพันธุ์สัตว์ป่าห้วยขาแข้ง) — природоохоронна зона в західній частині Таїланду. Розташовується на території провінцій Канчанабурі, Так і Утхайтхані, займає площу 257 464 га.
Резерват площею 1 019 375 рай був створений 4 вересня 1972 року, але потім двічі розширювався — 21 травня 1986 року до 1 609 150 рай і 30 грудня 1992 року до 1 737 587 рай. У 1991 році резерват увійшов у список об'єктів Всесвітньої спадщини ЮНЕСКО спільно з розташованим поруч резерватом Тхунґьян.